# オマル (民俗舞踊)
オマル(ギリシア語: Ομάλ(Omal 或いは Duz Horon、Flat Horonとも呼ぶ))は、ポントスのポントス人が編み出した昔からの踊りの一つである。その踊りはゆったりと長時間踊られ、通常、ティクに先立って踊られる。
最も有名な曲 "Serranda Mila Kokkina" (σεράντα μήλα κόκκινα) (40 red apples)の他、多くの異なるメロディの曲で踊られている。手をつないで踊る。